# سويزTMA-05M
سويوز TMA-05M هي الانطلاقة 114 من مركبة الفضاء سويوز وكانت في 15 يوليو 2012، حيث نقلت ثلاثة من أفراد طاقم البعثة (32 إستكشاف) إلى محطة الفضاء الدولية وسوف تظل على الأرجح سويوز ملتحة بالمحطة الفضائية الدولية إلى جميع أنحاء البعثة (32 إستكشاف) لتكون بمثابة مركبة الهروب في حالات الطوارئ. تزامن تاريخ إطلاقها مع الذكرى السنوية 37 لمشروع اختبار أبولو-سويوز.

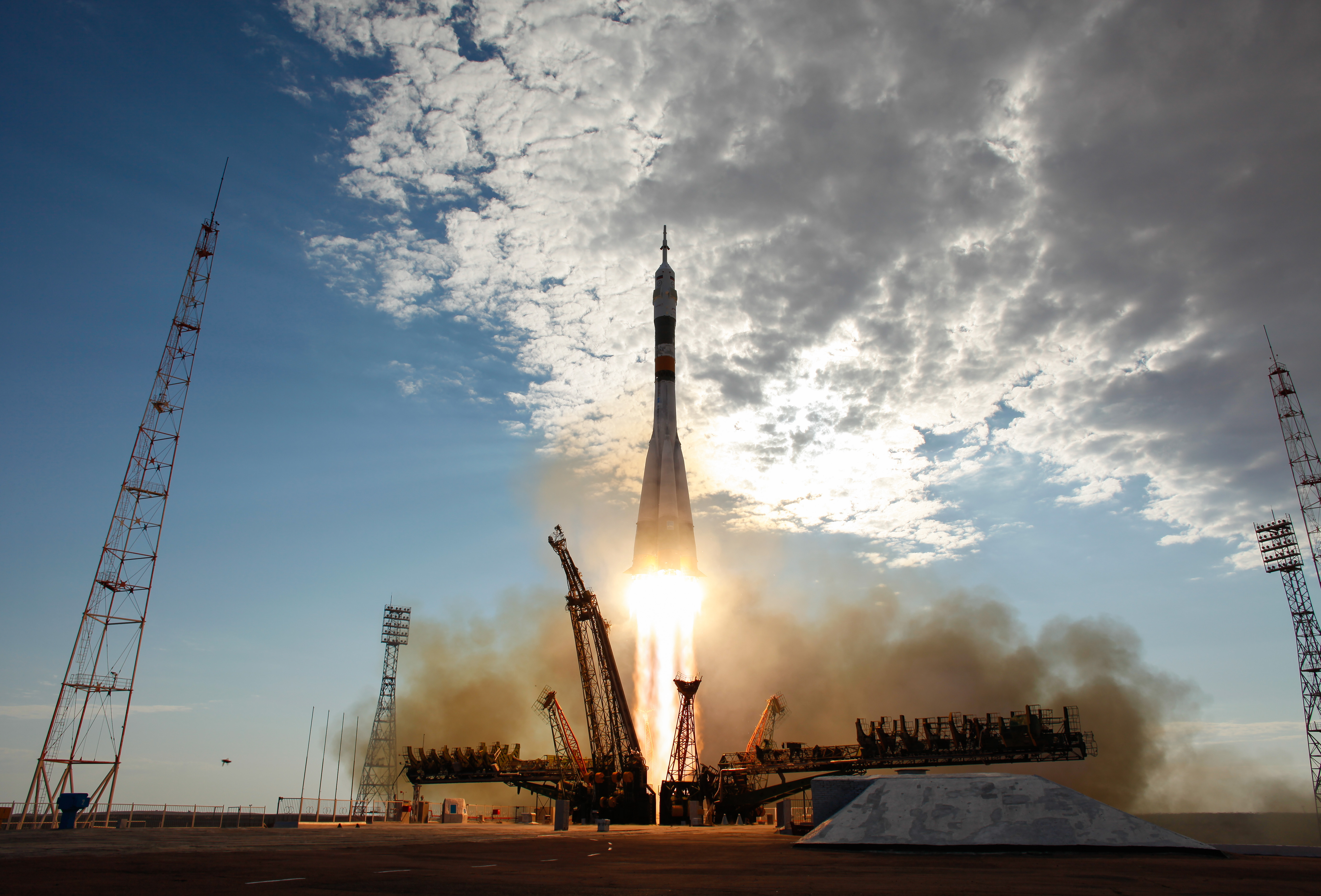

## أفراد الطاقم
- الرائد: يوري مالينشينكو من وكالة الفضاء الروسية
- مهندس أول: سونيتا ويليامز من وكالة ناسا
- مهندس ثان: توماس مارشبرن من وكالة ناسا

## معرض صور

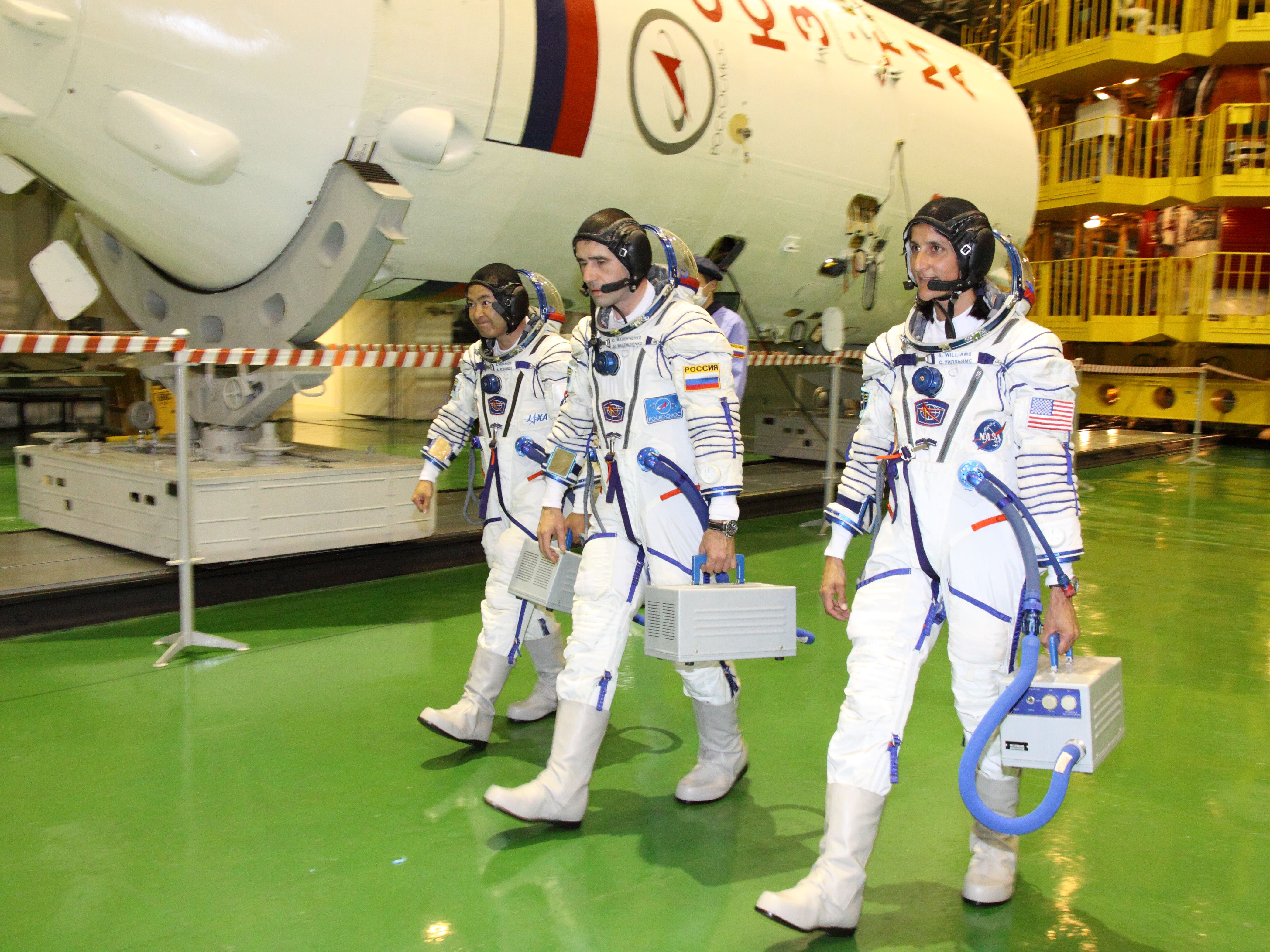
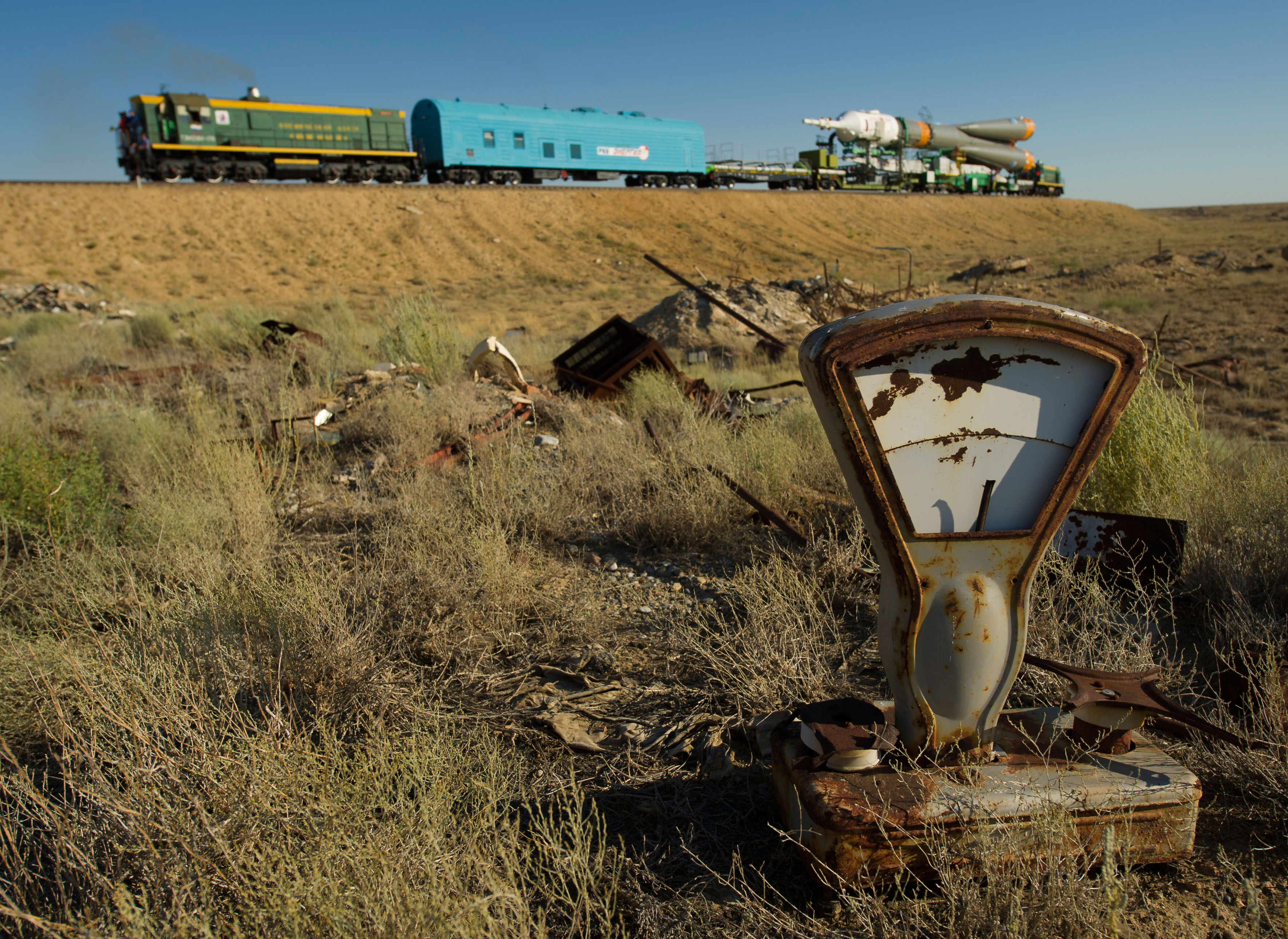
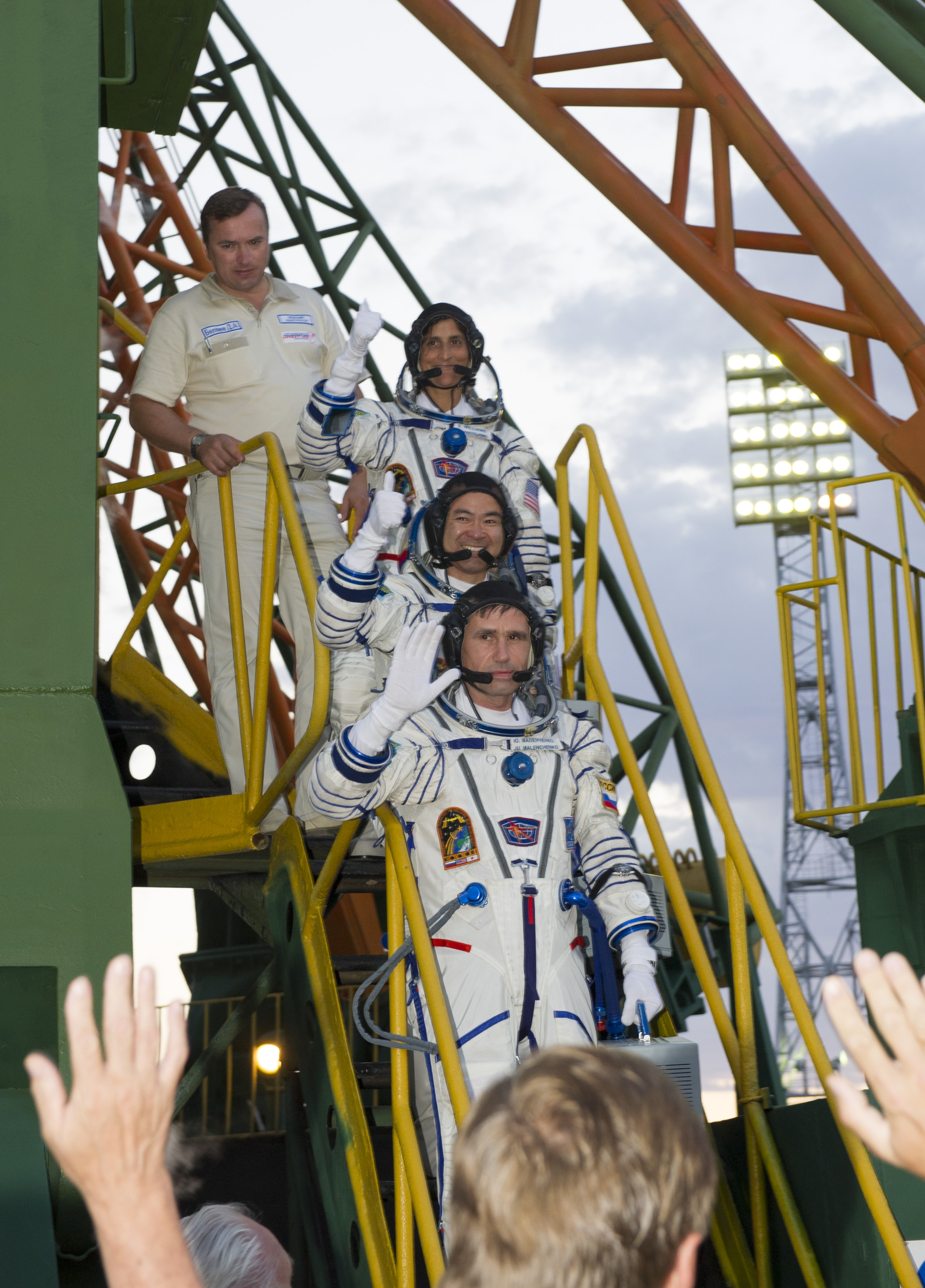
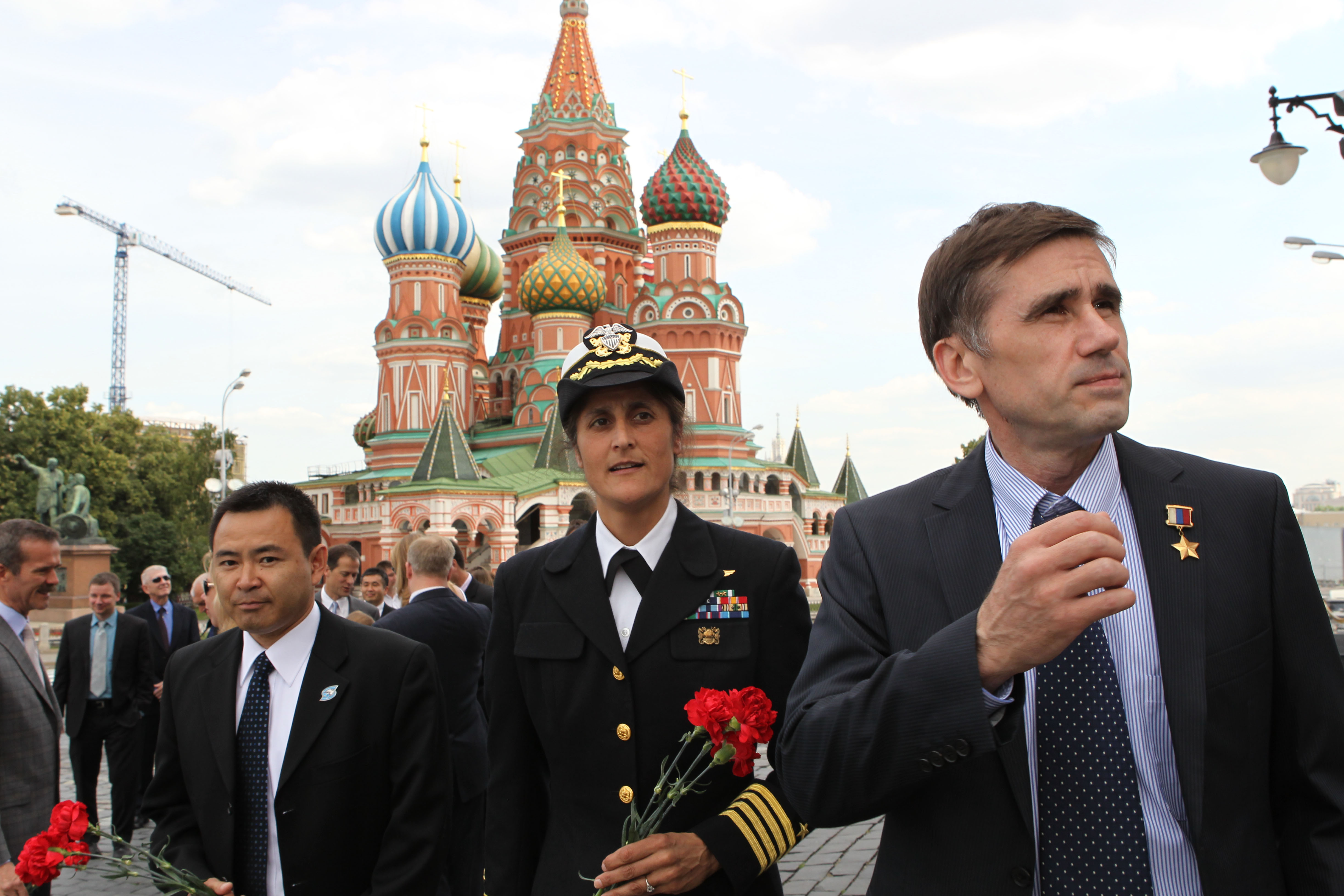
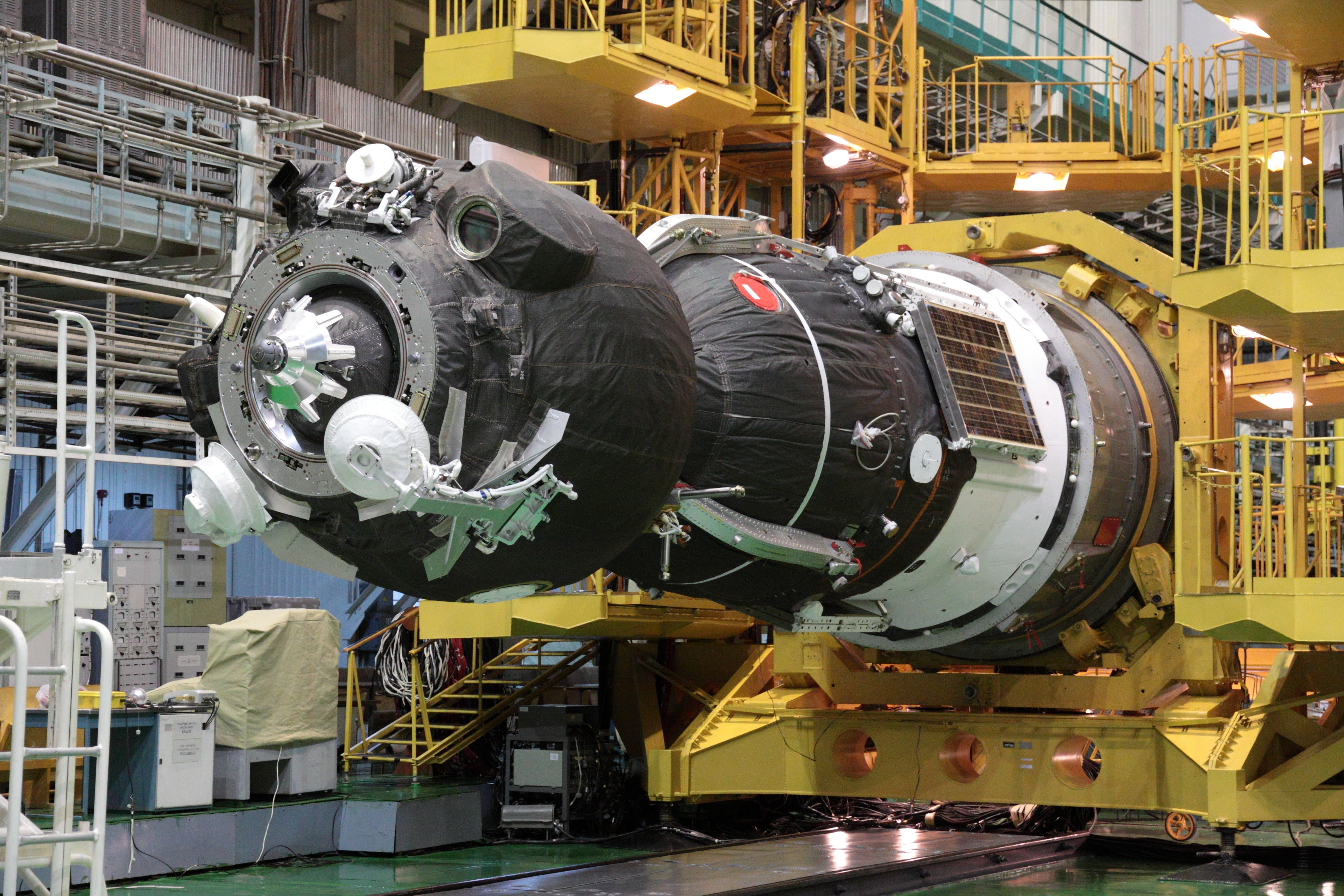